# Бугловце
Бугловце (словац. Buglovce) — село в Словаччині, Левоцькому окрузі Пряшівського краю. Розташоване на півночі східної Словаччини в північній частині Горнадської котловини.
Уперше згадується у 1335 році.
У селі є римо-католицький костел з 1928 року.

## Населення
| Рік:            | 1994. | 2004.   | 2014.   | 2024.   |
| --------------- | ----- | ------- | ------- | ------- |
| Кількість осіб: | 257   | 265     | 270     | 269     |
| Різниця:        |       | +3,11 % | +1,88 % | -0,37 % |

| Рік:            | 2023. | 2024.   |
| --------------- | ----- | ------- |
| Кількість осіб: | 265   | 269     |
| Різниця:        |       | +1,50 % |

У селі проживає 271 осіб.
Національний склад населення (за даними останнього перепису населення — 2001 року):
- словаки — 99,26 %.

Склад населення за приналежністю до релігії станом на 2001 рік:
- римо-католики — 97,04 %,
- греко-католики — 0,74 %,
- не вважають себе вірянами або не належать до жодної вищезгаданої конфесії — 2,22 %.